# Широка Балка (Маріупольський район)
Широ́ка Ба́лка — село Маріупольської міської громади Маріупольського району Донецької області, Україна.

## Загальні відомості
Широка Балка розташоване за 126 км від обласного центра Донецька. Відстань до райцентру становить близько 11 км і частково проходить автошляхом E58.

## Населення
За даними перепису 2001 року населення села становило 246 осіб, із них 76,02 % зазначили рідною мову українську та 23,98 % — російську.